# Европейский лазающий полоз
Европейский лазающий полоз (лат. Zamenis scalaris) — вид неядовитых змей семейства ужеобразных рода лазающие полозы.

## Описание

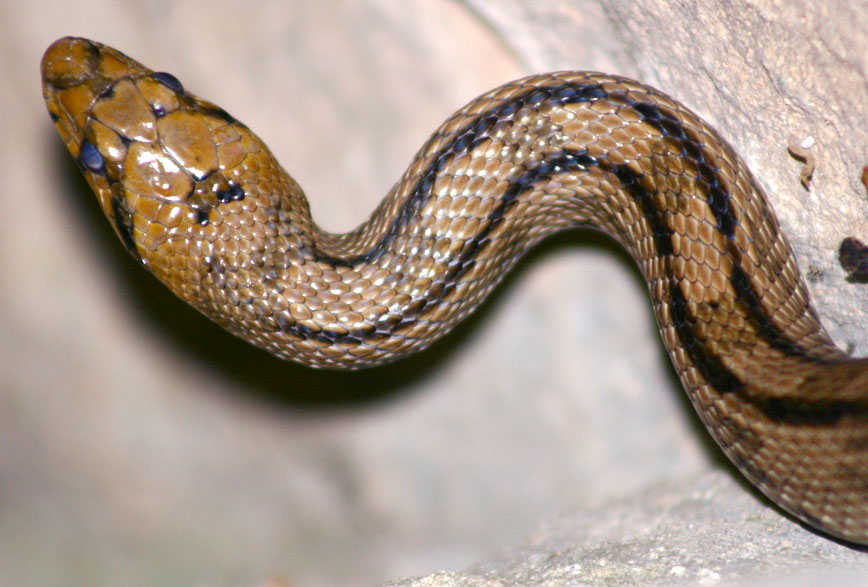

Взрослые особи достигают в длину до 160 см, включая хвост; но обычно короче, до 120 см. Самцы крупнее самок. Телосложение плотное, с заострённой, выступающей мордой и коротким хвостом. Зрачки круглые, чешуйки сглаженные; ростральный щиток вытянут назад и вклинивается между межносовыми. Предглазничный щиток обычно один, реже два. Окраска от жёлто-серой до коричневой с парой тёмных коричневых полос на спине, протянутых от шеи до кончика хвоста. Обычно имеется тёмная полоса от глаза к уголку пасти. Брюхо окрашено монотонно либо имеет несколько тёмных пятнышек. Глаза тёмно-коричневые либо чёрные. У молодых особей на спине могут иметься Н-образные жирные пятна, которые при сливании образуют рисунок наподобие лестницы (отсюда название вида). Голова покрыта крапинками, по бокам имеются полоски. Брюхо у молодых особей желтоватое либо беловатое, покрытое чёрными пятнами, которые иногда покрывают всю поверхность. Вокруг середины туловища — 27 (реже 25—31) чешуй, 198—228 брюшных щитков, и 48—68 пар щитков под хвостом.
Рисунок меняется с возрастом, но в остальном постоянен, хотя тёмные полосы на теле могут быть неясно выражены либо прерываться. Встречаются меланисты.

### Отличие от похожих видов
На севере и северо-востоке ареала змеи с неярко выраженным рисунком могут спутаны с эскулаповым полозом (Elaphe longissima), но этот вид более стройный, имеет более закруглённую морду, у него по бокам брюшных щитков заметны кили, и только 23 чешуи вокруг тела. У ящеричной змеи (Manpolon monspessulanus) отсутствуют полосы на спине, у неё более закруглённая морда, узкий фронтальный щиток и только 17—19 чешуй вокруг тела. Молодые лестничные полозы могут быть похожи на жирондскую медянку, но имеют различный рисунок, и у них больше чешуй вокруг тела.

## Образ жизни

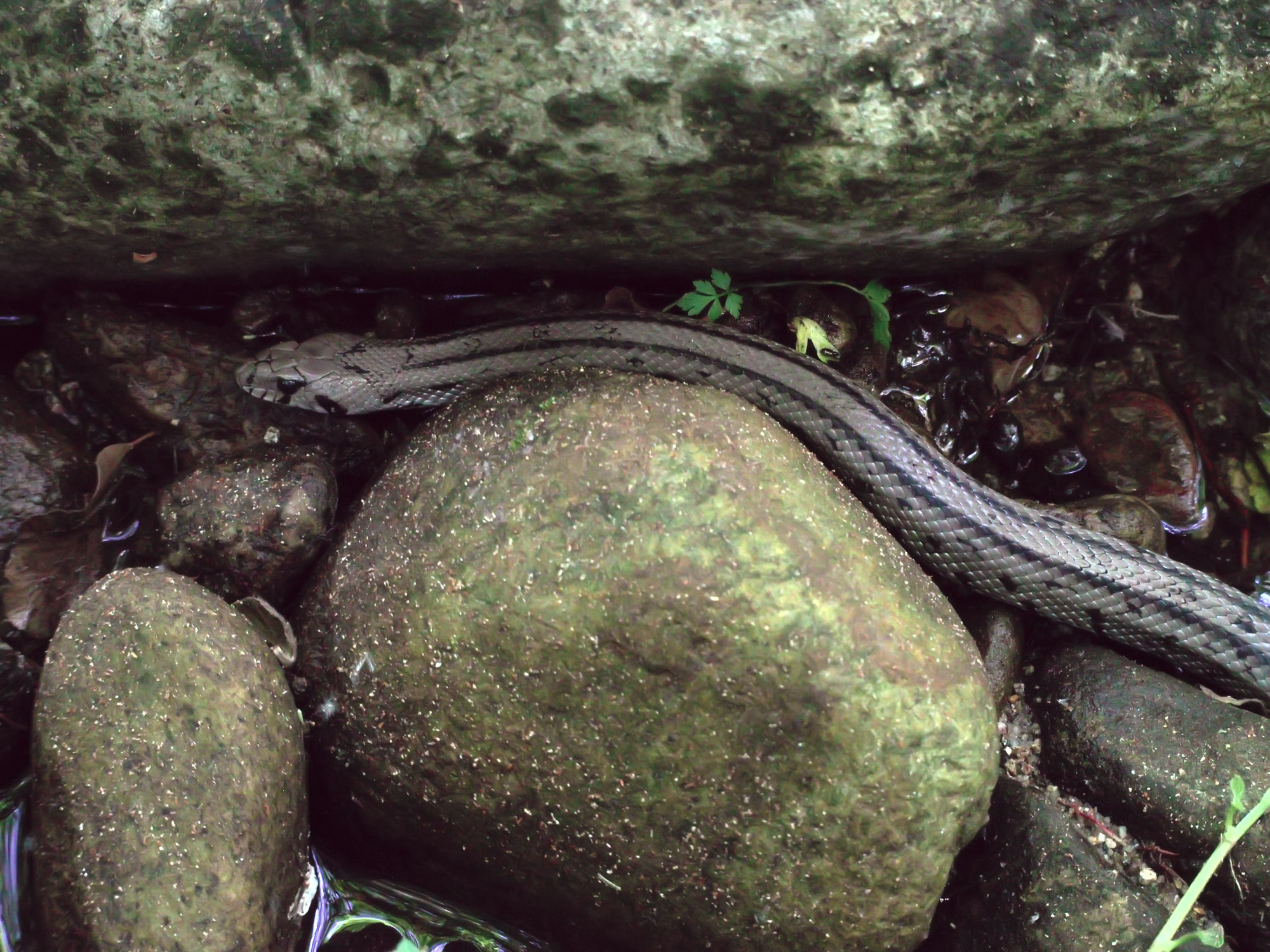

Обычно обитает на солнечных, часто скалистых средиземноморских территориях с кустарниковой растительностью: вдоль живых изгородей, каменных стен, в виноградниках, на окраинах полей, в низкорослой растительности, редколесье и т. п. Найден на высоте до 2 100 м над уровнем моря, но обычно не поднимается выше 700 м. В основном ведёт дневной образ жизни, но весной и в жаркое время года может охотиться ночью. В основном живёт на земле, но хорошо забирается на каменные глыбы, насыпи, кустарники и даже деревья. В день может проделать путь в 100 м, территория обитания в среднем занимает 4 500 м², но часто значительно шире. Агрессивен, иногда наносит удар с открытой пастью, и в случае захвата часто шипит и кусается, при этом выделяет едкую жидкость из клоакальных желез. Иногда зимует группами. По-видимому, часто охотится по запаху. Взрослые змеи питаются теплокровными животными, сдавливая крупную жертву наподобие удава. В пищевом рационе преобладают млекопитающие (грызуны, небольшие зайцы и т.д), но иногда полоз питается птицами и их яйцами, за которыми забирается по деревьям наверх; реже ящерицами и их яйцами. Самцы, как правило, выбирают жертву покрупнее. Молодые змеи питаются молодью грызунов, кузнечиками и возможно ящерицами. Взрослые змеи иногда охотятся на грызунов в зданиях.
В естественных условиях живут не менее 19 лет.

## Размножение
Спаривание длится до часа, самка откладывает 4—15 яиц (до 24) после этого спустя 3—6 недель. Яйца 45—70 мм длиной и 14—33 мм шириной, склеены вместе и могут быть обнаружены под камнями, под гниющей растительностью, в норах других животных либо в норе, вырытой самкой. После откладки самка может оставаться возле яиц несколько дней. Не все самки откладывают яйца ежегодно. Период выведения яиц составляет 7—11 недель, детёныши 25—35 см длиной. Период половой зрелости наступает у самок примерно через 5 лет и 65 см длины, у самцов при достижении 50 см длины. 

## Распространение
Испания, Португалия, Средиземноморское побережье Франции до границы с Италией, острова Иль-д-Иерс и Менорка.

## Галерея

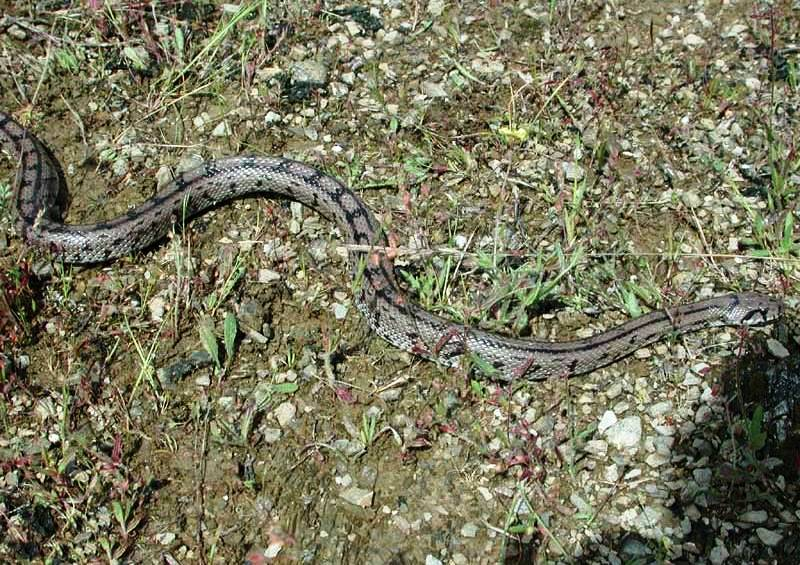
Взрослая особь
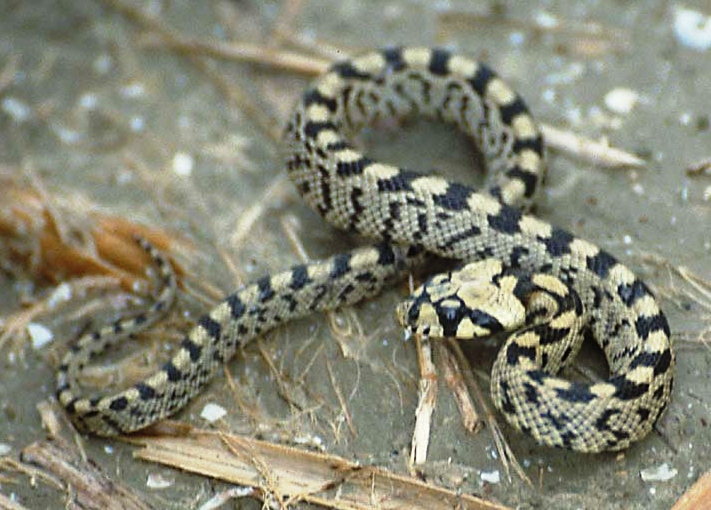
Молодая особь
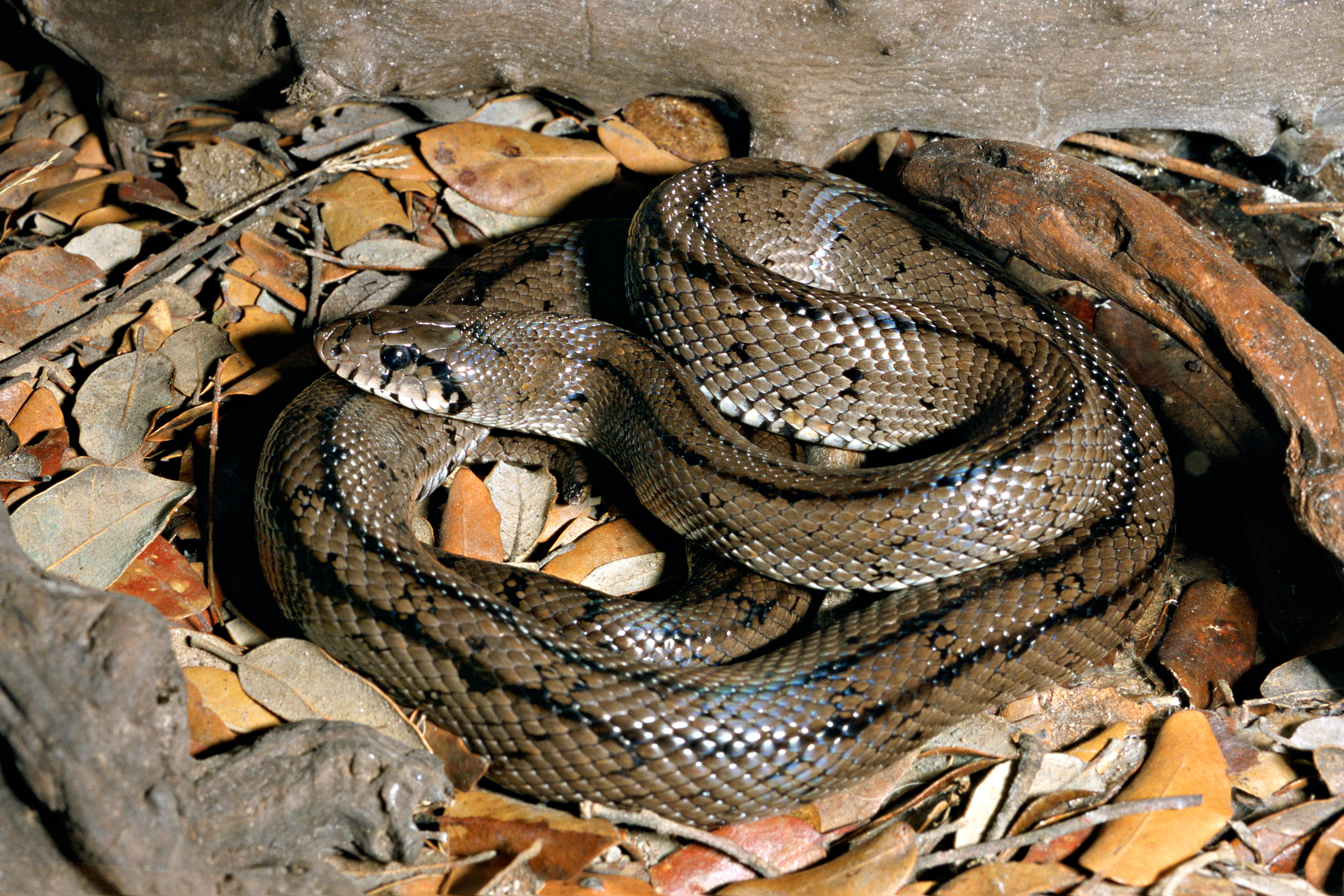